# Sigrid Sundgren-Schnéevoigt
Sigrid "Sissi" Ingeborg Sundgren-Schnéevoigt, född Sundgren 17 juni 1878 i Helsingfors, död 14 september 1953 i Stockholm, var en finländsk pianist. Hon var gift med Georg Schnéevoigt.
Sundgren utbildade sig vid Helsingfors musikinstitut 1886–94 under ledning av bland andra William Dayas, debuterade i Helsingfors 1894 och fortsatte studierna hos Ferruccio Busoni i Berlin under tre år, varefter en konsert gavs i denna stad. 
Sundgren ingick 1898 äktenskap med Georg Schnéevoigt och företog därefter dels ensam, dels med sin make framgångsrika konsertturnéer i Finland, Sverige, Danmark, Tyskland, Ryssland och östersjöprovinserna samt medverkade vid symfonikonserter givna av Kaimorkestern i München, sällskapet Santa Cäcilia i Rom, Helsingfors symfoniorkester i Helsingfors och Stockholm, Rigaer symphonie-orchester och Helsingfors stadsorkester. Hon vann oförbehållsamt erkännande av publik och kritik och efter att i ett par år som vikarie ha omhänderhaft förste klaverlärartjänsten vid Helsingfors musikinstitut var hon 1912–16 ordinarie innehavare av denna tjänst.